# Riserva naturale di Modjadji
La Riserva naturale di Modjadji è un'area naturale protetta del Sudafrica, situata 20 km a nord-est della città di Duiwelskloof, nella provincia del Limpopo.
È stata istituita nel 1983 per proteggere una delle più vaste popolazioni esistenti di Encephalartos transvenosus, noto anche come palma di Modjadji.
L'area, estesa circa 300 ha, ospita una foresta di tali cicadi, con esemplari alti sino a 13 m e un fitto sottobosco formato dagli esemplari più giovani. 
L'area è sotto la protezione dalla regina della pioggia, una figura matriarcale sacra della tribù Balobedu di cui è sovrana ereditaria.